# Marin Barleti
 (juillet 2014).
Si vous disposez d'ouvrages ou d'articles de référence ou si vous connaissez des sites web de qualité traitant du thème abordé ici, merci de compléter l'article en donnant les références utiles à sa vérifiabilité et en les liant à la section « Notes et références ».

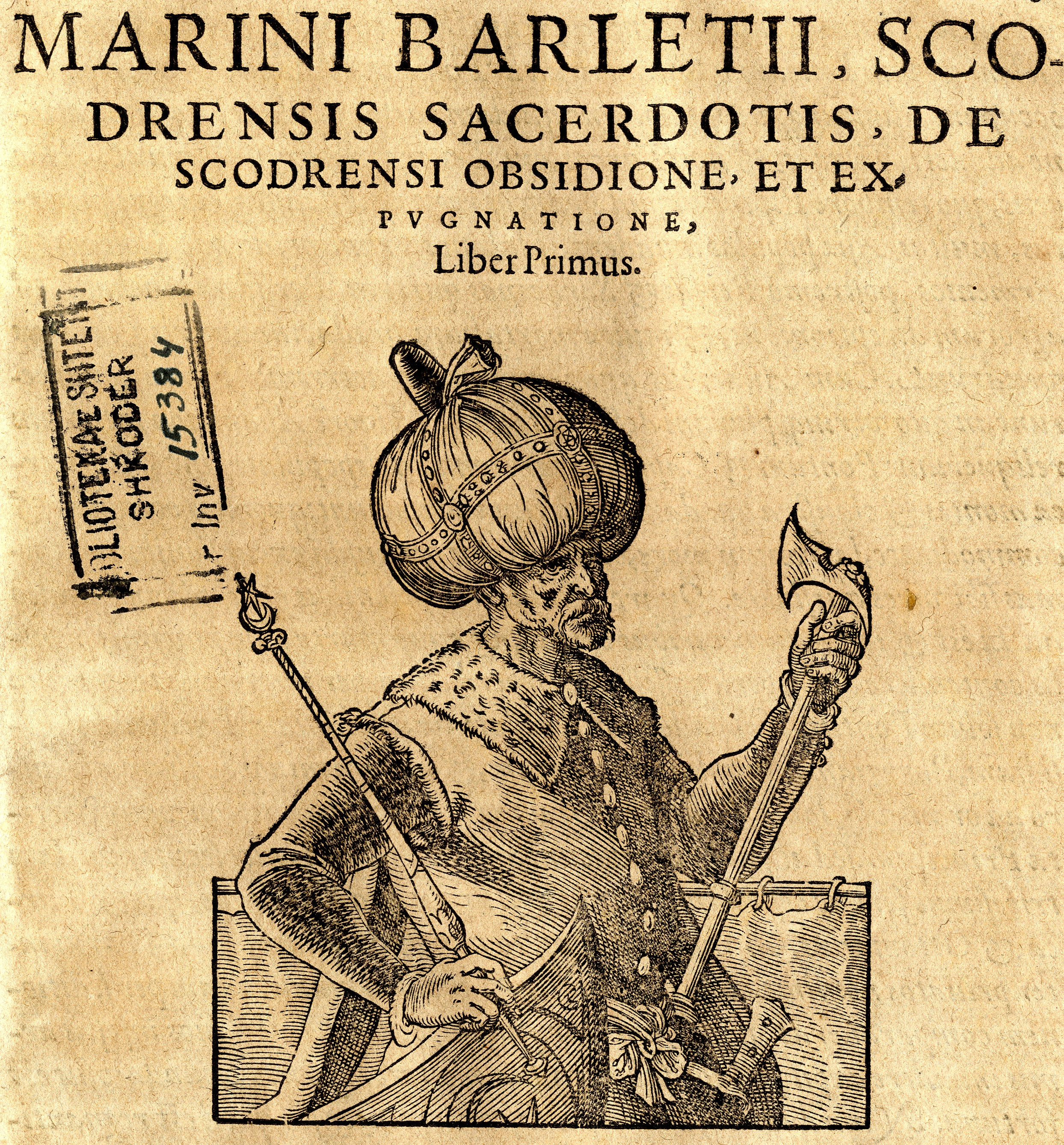

Marin Barleti (latin : Marinus Barletius, Italien :  Marino Barlezio) (v.1450-1460 – v.1512-1513) est un historien et prêtre catholique de Shkodra.
Il est considéré comme le premier historien albanais en raison de son témoignage oculaire du siège de Shkodra de 1478. Barleti est aussi connu pour son second ouvrage, une biographie de George Kastrioti Skanderbeg.

## Biographie
Marin Barleti est né et a grandi à Shkodra. En 1474, l'empire ottoman assiège Shkodra et il participe à la défense de la ville, à la fois au siège de 1474 et à celui de 1478. Il perd alors ses parents dans les batailles. La chute de Shkodra, qui était l'un des derniers bastions de la résistance albanaise après la mort de Skanderbeg, le contraint, comme beaucoup d'autres, à émigrer à Venise en 1504.
À Venise, il suit une formation académique et devient spécialiste d'histoire, de littérature classique et de langue latine.
Peu de temps après son arrivée à Venise, il bénéficie d'un logement provisoire au marché de la viande de Rialto. Il suit des études à Venise et à Padoue. En 1494 il devient prêtre et est nommé à l'église Saint-Étienne de Piovene.

## Œuvres
- Le Siège de Shkodra

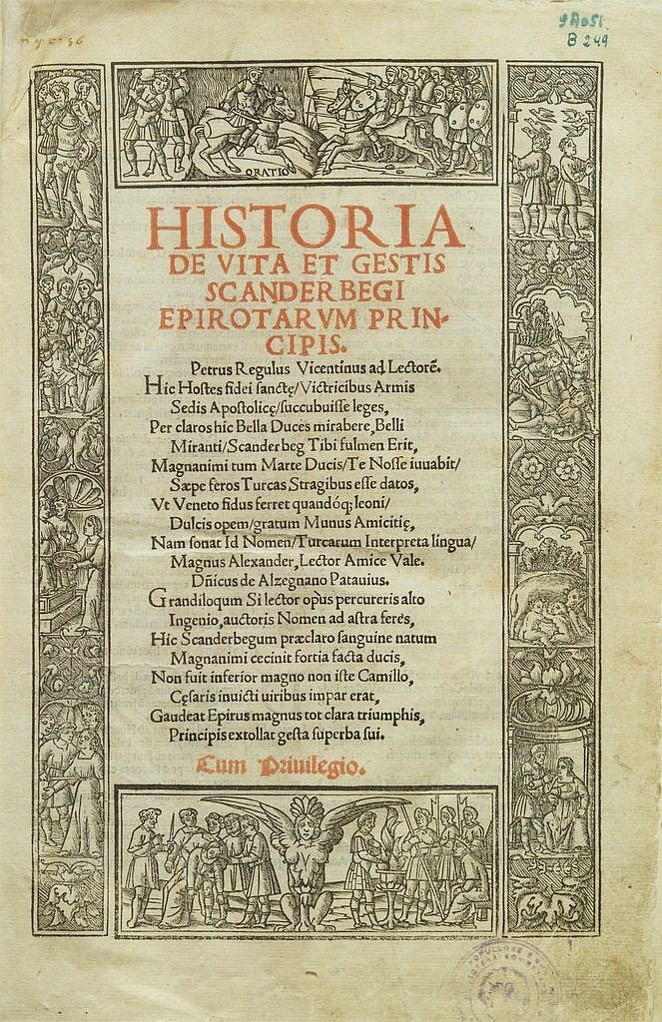

Le premier travail littéraire de Barleti est le livre Le Siège de Shkodra (en latin De obsidione Scodrensi), paru en latin en 1504. Marin Barleti écrit cette œuvre comme un témoin oculaire. Il a vécu les trois sièges de cette ville, en 1474, 1478, 1479.
De ce travail, l'Albanais Ismail Kadaré a écrit que « si l'on devait chercher une création littéraire entièrement digne de l'expression œuvre monumentale il serait difficile de trouver un meilleur exemple que le siège de Shkodra ». De Obsidione Scodrensi fut publié plusieurs fois en latin et traduit en italien, polonais, français, albanais et en anglais.
- Histoire de Scanderbeg

La deuxième œuvre de Barleti est L'histoire de la vie et des œuvres du Prince d'Épire Scanderbeg (en latin : Historia de vita et gestis Scanderbegi Epirutarvm Principis), publié en latin entre 1508 et 1510 et traduit en portugais, allemand, français, anglais, serbe et anglais. Cette œuvre est une biographie de Scanderbeg. Le récit est construit à partir des témoignages de l'époque du prince. Il contient treize livres ou chapitres et 328 pages. Cet ouvrage est la source principale d'information sur Pal Engjëlli, archevêque de Durrës et rédacteur du premier document connu en langue albanaise.